# Società Calcio Albanova 1995-1996
Questa voce raccoglie le informazioni riguardanti  la Società Calcio Albanova nelle competizioni ufficiali della stagione 1995-1996.

## Rosa
| N. |                   | Ruolo | Calciatore          |
| -- | ----------------- | ----- | ------------------- |
|    | Italia (bandiera) | A     | Giovanni Basile     |
|    | Italia (bandiera) | C     | Nicola Basile       |
|    | Italia (bandiera) | D     | Massimo Cavaliere   |
|    | Italia (bandiera) | C     | Francesco Cetronio  |
|    | Italia (bandiera) |       | D'Angiolella        |
|    | Italia (bandiera) | P     | Maurizio D'Anzilio  |
|    | Italia (bandiera) | A     | Giovanni Fontanella |
|    | Italia (bandiera) | D     | Biagio Grasso       |
|    | Italia (bandiera) | P     | Massimo Lotti       |
|    | Italia (bandiera) | C     | Pasquale Mancini    |
|    | Italia (bandiera) | D     | Antonio Martone     |

| N. |                   | Ruolo | Calciatore          |
| -- | ----------------- | ----- | ------------------- |
|    | Italia (bandiera) | C     | Pasquale Matarese   |
|    | Italia (bandiera) | C     | Lugi Moggio         |
|    | Italia (bandiera) | C     | Ciro Muro           |
|    | Italia (bandiera) | A     | Egidio Pirozzi      |
|    | Italia (bandiera) | A     | Davide Ricci        |
|    | Italia (bandiera) | D     | Antonio Rogazzo     |
|    | Italia (bandiera) | D     | Massimo Santaniello |
|    | Italia (bandiera) | D     | Vincenzo Schettini  |
|    | Italia (bandiera) | D     | Giovanni Tenace     |
|    | Italia (bandiera) | C     | Leonardo Vanzetto   |